# Saint-Nérée-de-Bellechasse
Saint-Nérée-de-Bellechasse, Saint-Nérée till 2012, är en kommun i provinsen Québec i Kanada. Den ligger i regionen Chaudière-Appalaches, i den sydöstra delen av landet, 400 km öster om huvudstaden Ottawa.